# Bisdom Corner Brook and Labrador
Het bisdom Corner Brook and Labrador (Latijn: Dioecesis Riviangulanensis-Labradorensis) is een rooms-katholiek bisdom met als zetels Corner Brook en Labrador City, in Canada. Het bisdom is suffragaan aan het aartsbisdom St. John's. 

## Geschiedenis
Het bisdom werd opgericht op 9 mei 1870, als de apostolische prefectuur Western Newfoundland, uit delen van het bisdom Saint John’s. Op 28 april 1892 werd het opnieuw opgericht als het apostolisch vicariaat Western Newfoundland, en op 18 februari 1904 als het bisdom Saint George’s. Op 31 mei 2007 werd het samengevoegd met het opgeheven bisdom Labrador City-Schefferville en hernoemd naar bisdom Corner Brook and Labrador. 

## Parochies
Het bisdom had in 2021 een oppervlakte van 310.302 km2 en telde 136.935 inwoners waarvan 35,3% rooms-katholiek was.

## Bisschoppen
- Thomas Sears (17 september 1871 - 7 november 1885)
- Michael Francis Howley (4 december 1885 - 5 januari 1895)
- Neil McNeil (6 augustus 1895 - 19 januari 1910)
- Michael Fintan Power (12 mei 1911 - 6 maart 1920)
- Henry Thomas Renouf (27 september 1920 - 2 maart 1941)
- Michael O’Reilly (5 juli 1941 - 22 december 1969)
- Richard Thomas McGrath (1 juni 1970 - 17 juni 1985)
- Raymond John Lahey (5 juli 1986 - 5 april 2003)
- David Douglas Crosby (6 augustus 2003 - 24 september 2010)
- Peter Joseph Hundt (1 maart 2011 - 12 december 2018)
- Bartholomeus van Roijen (7 oktober 2019 - heden)

St. John's (aartsbisdom) · Corner Brook and Labrador · Grand Falls